# Volarje
Volarje so naselje v Občini Tolmin.
Leži na prodni terasi na levem bregu Soče, ki je nekdaj pomenila tudi naravno južno mejo zemljišč njenih prebivalcev. Na severni strani je naselje stisnjeno ob strmo pobočje Mrzlega vrha, na zahodu segajo posesti do potoka Volarja, pritoka Soče. Tam je tudi naselje Selišče, ki je od nekdaj naravno povezano z Volarjem, danes naselji tvorita enotno krajevno skupnost Volarje Selišče. Na vzhodu naselje Volarje meji na katastrsko občino Gabrje. Z desnim bregom Soče in s tem tudi z glavno cesto št. 102 (Logatec - Robič) naselje z "volarsko ravnino" povezuje 200-metrski most, ki zaradi posebne oblike "slovi" daleč naokoli.
Dokazi o poselitvi območja segajo nazaj vse do prazgodovine, modernejše naselje pa se v uradnih listinah prvič omenja v srednjem veku. Leta 1377 tako tolminski urbar navaja vas Volaria (Vallarsa), še dobrih 50 let prej pa se prvič omenja Selišče. Skozi zgodovinska obdobja so bili tukajšnji prebivalci velikokrat na prepihu pestrih zgodovinskih dogodkov, ki so pretresali Zgornje Posočje. Med najhujša obdobja gotovo spada prva svetovna vojna, ko je moralo celotno prebivalstvo v begunstvo, bodisi v Italijo ali Avstro-Ogrsko, pri čemer je usodo sovaščanov krojila "adhoc" vzpostavljena meja sredi vasi. Vas je bila v vojni vihri soške fronte, ko je skoznjo potekala tretja italijanska bojna linija, skoraj v celoti uničena. Po 12. soški ofenzivi in preboju nemško-avstrijske armade so se preživeli Volarci pričeli vračati, a so sledila izjemno trda leta hudega pomanjkanja, med katerimi so obnovili stavbe. Med vojnama je sledilo italijansko potujčevanje, ki je trajalo vse do kapitulacije Italije v 2. svetovni vojni. V vasi je med italijansko oblastjo in nato med 2. svetovno vojno delovalo pestro ilegalno kulturno in narodnoosvobodilno gibanje, številni domačini so boj proti okupatorju plačali s smrtjo. Po koncu vojne leta 1945 pa je naselje še dve leti spadalo pod zavezniško oblastjo cone A. 
Od starega vaškega jedra so danes vidni le še ostanki, saj je videz vasi povsem spremenil potres leta 1976, ko so številne stare domačije podrli in zgradili nove hiše, med njimi številne montažne. 
Nekdaj se je prebivalstvo preživljalo praktično izključno z živinorejo in poljedelstvom, povojna industrializacija Tolminske z gradnjo tovarn pa je močno vplivala tudi na prebivalce Volarij. Vseeno pa spada skupni volarski hlev na desnem bregu Soče, ki je aktiven že od leta 1977, in v katerem je še danes okoli 80 glav govedi, za katere družno skrbi več volarskih gospodarjev, med velike posebnosti ne le celotne doline, temveč tudi države. 
Sočasno s turističnim razvojem Posočja v zadnjem desetletju se tudi v vasi razvija ponudba za goste.
Volarje in Selišče sta skrajni naselji na zahodu, ki še spadata okvir Rovtarske oziroma podrejene Tolminske narečne skupine.
Za Volarje so značilne košpe, to so leseni cokli, ki so jih nekdaj izdelovali v vasi in po katerih se imenuje tudi vaški praznik Košpar, ki poteka drugo soboto v maju. 
Druga posebnost vasi je volarska frika, preprosta jed iz sira in jajc, ki pa je zelo nasitna in je nekdaj pomenila eno od temeljnih sestavin jedilnika sleherne domačije.